# Hercules (film 1997)
Hercules è un film d'animazione del 1997 diretto da John Musker e Ron Clements. 35º Classico Disney e ottavo film d'animazione prodotto durante il Rinascimento Disney, è liberamente ispirato alla leggenda dell'eroe Eracle (noto nel film con il suo nome romano, Ercole), figlio di Zeus, nella mitologia greca.
Hercules fu distribuito negli Stati Uniti il 13 giugno 1997, ricevendo principalmente recensioni positive; i critici elogiarono soprattutto la recitazione, ma l'animazione (in particolare lo stile visivo) e la colonna sonora ricevettero opinioni contrastanti. Nonostante l'accoglienza critica positiva, il film ottenne incassi deludenti rispetto ai suoi predecessori, che ammontarono in totale a 252,7 milioni di dollari in tutto il mondo. Seppure non esaltanti, gli incassi furono comunque buoni e permisero alla pellicola una certa notorietà in maniera simile ai lungometraggi precedenti e di ottenere prodotti di ogni genere legati al film. In particolare, Hercules fu seguito da un'omonima serie televisiva ambientata durante lo svolgimento del film, in cui Ercole frequenta l'Accademia Prometeo.

## Trama
Nell'antica Grecia, dopo aver imprigionato i Titani sotto l'oceano, i sovrani degli dei greci, Zeus e sua moglie Era, hanno un figlio di nome Ercole sul Monte Olimpo. Mentre gli altri dei sono gioiosi, l'invidioso fratello di Zeus, Ade, complotta per rovesciarlo e governare l'Olimpo. Rivolgendosi alle Parche per chiedere aiuto, Ade apprende che in diciotto anni un allineamento planetario gli permetterà di localizzare e liberare i Titani per conquistare l'Olimpo, ma solo se Ercole non interferirà. Ade così manda i suoi servi Pena e Panico a sbarazzarsi di Ercole. I due riescono a rapire il bambino e a dargli da bere una pozione che lo rende mortale, ma prima che la possa bere fino all'ultima goccia viene trovato e adottato dai contadini Anfitrione e Alcmena; il bambino riesce quindi a conservare la sua forza sovrumana.
Anni dopo, nonostante il supporto dei suoi genitori adottivi, l'adolescente Ercole è diventato un reietto a causa della sua goffaggine e della sua incapacità di controllare la sua forza e si chiede da dove venga. Dopo che i suoi genitori adottivi gli mostrano il medaglione di Zeus, che aveva addosso quando lo hanno trovato, Ercole decide di visitare il tempio di Zeus per avere risposte. La statua del dio prende vita e rivela tutto ad Ercole, dicendogli che potrà riguadagnare la sua divinità diventando un vero eroe. Zeus manda Ercole e il suo cavallo alato Pegaso (regalatogli quando era neonato) a trovare il satiro Filottete che è noto come addestratore di eroi. Filottete si è ritirato a causa di numerose delusioni, ma Ercole lo convince a seguire il suo sogno di addestrare un vero eroe che sarà riconosciuto dagli dei. Filottete addestra Ercole in un potenziale eroe e poi si dirigono verso Tebe. Lungo la strada incontrano Megara, una donzella sarcastica che Ercole salva dal centauro Nesso. Dopo che Ercole e gli altri se ne sono andati, Megara si rivela essere una sottoposta di Ade, a cui ha venduto la sua anima per salvare il suo fidanzato, che però l'ha abbandonata per un'altra donna. Tramite Megara, Ade viene a sapere che diciotto anni prima Pena e Panico non erano riusciti ad uccidere Ercole, così decide di scatenargli contro tutti i mostri che ha a disposizione.
Arrivato a Tebe, Ercole viene respinto dai cittadini oppressi fino a quando appare Megara, dicendogli che due bambini sono rimasti intrappolati in una gola. Ercole li salva, inconsapevole del fatto che sono in realtà Pena e Panico trasformati, e libera involontariamente l'Idra di Lerna. Ercole lo sconfigge e diventa un eroe celebre, ma nonostante la sua crescente fama e la sconfitta di ogni mostro che Ade gli scatena contro, Zeus gli dice che non è ancora un "vero" eroe. Triste e frustrato, Ercole trascorre una giornata fuori con Meg, che si rende conto di essersi innamorata di lui, pur non volendo ammetterlo. Ade viene a conoscenza di questo rendendosi conto che lei è la debolezza di Ercole. 
Sentendo una loro conversazione Fil fraintende e dice a Ercole che la donna lo ha ingannato, ma lui non ci crede e a seguito di un litigio in cui Ercole gli tira uno schiaffo per aver insultato Meg, il satiro lo abbandona. Ade raggiunge poi Ercole portando con sé Meg legata e imbavagliata e gli propone un patto: in cambio della libertà della donna, dovrà rinunciare alla sua forza sovrumana per un giorno a condizione che lei rimanga illesa. Ercole accetta e gli si spezza il cuore quando Ade rivela che Meg stava lavorando per lui, capendo che Fil aveva ragione.
Ade libera e scatena i Titani, che scalano l'Olimpo e catturano gli dei, mentre un Ciclope va a Tebe per uccidere Ercole. Affranto, il giovane eroe non prova neanche a combattere e viene ferito. Pentitasi per il suo ruolo nel ricatto dell'uomo che ama, Megara libera Pegaso, che era stato legato da Pena e Panico, tramutatisi in una femmina di cavallo alato, e va da Fil per persuaderlo ad aiutare Ercole. L'eroe sconfigge così il Ciclope con l'astuzia, bruciandogli l'occhio con una torcia e facendolo cadere in un burrone dopo avergli legato le gambe; Megara viene però gravemente ferita per proteggerlo da un pilastro in caduta. Ciò rompe l'accordo di Ade e consente a Ercole di recuperare la sua forza sovrumana. Mentre Filottete rimane a vegliare su Meg, Ercole e Pegaso volano verso l'Olimpo dove liberano gli dei e sconfiggono i Titani, ma Meg muore per le sue ferite prima che il ragazzo ritorni da lei.
Poiché l'anima di Megara è ora di proprietà di Ade, Ercole irrompe nell'Oltretomba cavalcando Cerbero e si offre di liberare Megara dallo Stige, che causa un invecchiamento rapido ai mortali e li uccide lentamente, in cambio della propria vita. La sua volontà di sacrificarsi per la donna che ama ripristina la sua divinità e immortalità prima che il fiume possa ucciderlo. Così salva Megara e getta Ade nello Stige, dove le anime nuotatrici lo trascinano nelle profondità del fiume. Dopo aver rianimato Megara, lei ed Ercole vengono convocati sull'Olimpo, dove Zeus ed Era accolgono il figlio a casa. Tuttavia, Ercole sceglie di rinunciare ad essere un Dio e di rimanere sulla Terra con Megara. Ercole e i suoi amici tornano a Tebe, dove guardano Zeus incidere l'immagine di Ercole nelle stelle per commemorare il suo eroismo.

## Personaggi
- Ercole, protagonista del film, è il figlio di Zeus ed Era, reso mortale da Ade. Il suo sogno è diventare un eroe per riuscire a tornare sull'Olimpo e diventare un dio, visto che non crede ci sia un posto per lui sulla Terra. Alla fine, quando ci riuscirà, sceglierà di vivere sulla Terra perché si è innamorato di Meg. Il supervisore all'animazione Andreas Deja descrisse Ercole come "non un sapientone, non scafato, è solo un ragazzo ingenuo intrappolato in un grande corpo", e che il doppiatore Tate Donovan "aveva una qualità affascinante ma innocente nelle sue letture". Donovan non aveva mai doppiato prima di Hercules. Deja integrò la "qualità affascinante ma innocente" di Donovan nelle espressioni di Ercole.[1] Randy Haycock fu supervisore all'animazione di Ercole bambino e adolescente, la cui voce originale doveva essere Josh Keaton anche per la parte cantata, in seguito ri-registrata da Roger Bart.[2]
- Filottete, il satiro che addestra gli eroi della mitologia greca. È burbero all'esterno, a causa delle troppe delusioni subite dagli eroi che ha allenato e che sono morti combattendo, ma in realtà ha un cuore d'oro. Ama molto la compagnia delle Ninfe, ma la cosa non è reciproca perché è trasandato e sgradevole. Tuttavia, durante la celebrazione della vittoria di Ercole, viene baciato appassionatamente da Afrodite. Il supervisore all'animazione Eric Goldberg, ha citato Brontolo in Biancaneve e i sette nani e Bacco in Fantasia come ispirazioni per il design del personaggio. Goldberg affermò di aver scoperto che Danny DeVito "ha forme della bocca molto diverse" quando filmarono le sue registrazioni e che usarono queste forme per animare Phil.[1]
- Pegaso, il cavallo alato donato da Zeus al figlio. Pegaso è molto legato a Hercules, però si dimostra sospettoso nei confronti di Meg, ma alla fine si affezionerà anche a lei. Il suo supervisore all'animazione è Ellen Woodbury.
- Ade, l'antagonista principale del film, è il dio dei morti, fratello di Zeus e zio di Ercole (anche se ciò nel film non viene mai esplicitato o accennato). Esuberante e logorroico, tuttavia molto irascibile. Inizialmente si dimostra gentile con suo fratello ma in realtà medita guerra e vuole a tutti costi prendere il suo posto e regnare su tutta la Grecia. Al posto dei capelli ha una fiamma blu che diventa rossa e si divampa quando è arrabbiato. Alla fine viene sconfitto da Ercole che con un vigoroso pugno lo getta nel fiume Stige, e le vendicative anime nuotatrici lo trascinano nelle profondità, dove, essendo immortale in quanto divinità, rimane imprigionato per sempre. Dopo i titoli di coda, si lamenta del fatto di non aver avuto un lieto fine come gli altri personaggi. Il suo supervisore all'animazione è Nik Ranieri.
- Megara, la ragazza alleata di Ade a cui ha ceduto l'anima per salvare la vita all'uomo che lei amava ma che poi la lasciò per un'altra. È molto dura e allo stesso tempo sensuale, sebbene nasconda un lato malinconico e sensibile. In seguito si innamora di Ercole e passa dalla sua parte. Il supervisore all'animazione Ken Duncan dichiarò che è "basata su un'attrice comica degli anni quaranta" e che usò forme greche per i suoi capelli ("la sua testa è a forma di vaso e ha un ricciolo greco nella parte posteriore").[1]
- Zeus è il re degli dei e il dio dei fulmini, marito di Era con cui ha avuto un figlio, Ercole. È inoltre il fratello di Ade e pare inoltre essere l'unico in tutto l'Olimpo a volergli bene. Anthony DeRosa è il supervisore all'animazione di entrambi, sia di Zeus sia di Era.
- Le Muse (Tersicore, Melpomene, Clio, Talia e Calliope) sono le dee delle arti e narratrici della storia del film. Il loro supervisore all'animazione è Michael Show.
- Pena e Panico sono i due scagnozzi di Ade con poteri mutaforma. Vengono inviati dal dio dei morti a rendere mortale Ercole e ad ucciderlo, ma falliscono nella seconda parte del piano e lo rendono così solo un mortale con la forza sovrumana. I loro supervisori all'animazione sono rispettivamente James Lopez e Brian Ferguson.
- I Titani, ognuno di loro rappresenta uno specifico elemento e sono: Lythos, titano della roccia; Pyros, titano del fuoco, Hydros, titano dell'acqua e del ghiaccio e Stratos, titano del vento. Millenni prima degli eventi narrati, imperversavano nel mondo portando morte e distruzione. Zeus li sconfisse e li intrappolò nelle viscere della Terra, sotto il livello del mare. Ade progetta di liberarli e servirsi di loro per spodestare il fratello e governare l'Olimpo.
- Il Ciclope è l'unico Titano che non rappresenta un elemento ed è inoltre il più piccolo fra i cinque. Viene inviato dal dio dei morti a Tebe per distruggere definitivamente Ercole ma, vedendolo debole e sconfitto, preferisce mettersi a "giocare" con lui riempiendolo di botte, dando così il tempo a Megara di chiamare Fil; l'eroe, aiutato dal satiro, gli brucia l'unico occhio con un tizzone e con una fune gli lega i piedi, facendolo cadere in un dirupo. Il suo supervisore all'animazione è Dominique Monfrey.
- Anfitrione e Alcmena sono i genitori adottivi di Ercole. Il loro supervisore all'animazione è Richard Bazley.
- Cloto, Lachesi e Atropo sono le tre Parche che predicono il fallito tentativo di Ade di conquistare l'Olimpo. Posseggono un solo occhio che si contendono continuamente e usano per osservare il futuro o alcune vite mortali. Inoltre sono loro a decidere la durata vitale dei mortali e porne fine con le forbici (cosa che faranno con Meg); quando ci provano con Ercole, la cosa non sortisce effetto poiché egli è divenuto immortale. Il loro supervisore all'animazione è Nancy Beiman.
- Ermes è il messaggero degli dei e avvisa Zeus dell'arrivo dei Titani. Il suo supervisore all'animazione è Michael Swofford.
- Nesso è un centauro guardiano di un fiume che cattura Meg per approfittarsene ma viene fermato da Ercole il quale, dopo un iniziale svantaggio, lo manda al tappeto. Il suo supervisore all'animazione è Chris Bailey.

## Produzione

### Sviluppo
All'inizio del 1992 trenta artisti, sceneggiatori e animatori presentarono le loro idee per potenziali film d'animazione, ciascuno con un tempo limitato di due minuti. La prima idea fu per un adattamento dell'Odissea, entrato in produzione nell'estate successiva. Tuttavia, la produzione del film fu abbandonata quando fu ritenuta troppo lunga e priva di personaggi centrali, e non riuscì a tradursi in una commedia d'animazione. L'animatore Joe Haidar suggerì inoltre di proporre una storia dalla mitologia greca, ma pensò che le sue possibilità fossero crollate quando il lavoro sull'Odissea venne interrotto. Nervosamente, propose uno schizzo di Eracle e consegnò un breve soggetto ambientato durante la guerra di Troia in cui entrambe le parti cercano Eracle per farne la loro arma segreta. Eracle sceglie senza considerare le conseguenze, anche se alla fine impara l'umiltà e si rende conto che la forza non è sempre la risposta. Con la conclusione della sessione di proposte, Hercules fu approvato per lo sviluppo; Haidar presentò una bozza di una pagina e mezza, ma il suo coinvolgimento con il progetto non ebbe ulteriore successo.
Nel novembre 1992, freschi del successo critico e commerciale di Aladdin, i registi Ron Clements e John Musker ri-svilupparono Il pianeta del tesoro fino all'autunno del 1993, con una sceneggiatura scritta dai co-sceneggiatori di Aladdin Ted Elliott e Terry Rossio sulla base delle idee dei registi. Jeffrey Katzenberg, presidente della The Walt Disney Studios, disapprovò il progetto, ma strinse un accordo con i registi per produrre un altro film commercialmente valido prima di dare il via libera a Il pianeta del tesoro. Rifiutando le proposte di adattamento per Don Chisciotte della Mancia, Odissea e Il giro del mondo in 80 giorni, i registi vennero informati dell'idea di Haidar per Hercules. "Pensammo che sarebbe stata la nostra opportunità di fare un film di supereroi", disse Musker. "Allo studio piaceva che passassimo a quel progetto e così abbiamo fatto Hercules".

### Sceneggiatura
Con Hercules in produzione, Clements e Musker condussero ricerche e scrissero ampie note per il film. Negli estratti dettagliati nel novembre 1993, le somiglianze tra le loro bozze includevano l'ingenuo protagonista intrappolato tra due mondi, una spalla simile a Danny DeVito, un'eroina donna di mondo e un potente cattivo in una battaglia di idealismo contro cinismo. I registi cercarono ispirazione anche dalle classiche screwball comedy dirette da Preston Sturges e Frank Capra con "Hercules nei panni del giovane James Stewart in Mr. Smith va a Washington", spiegò Musker, e "Meg è modellata su Barbara Stanwyck, in particolare i personaggi che interpreta in Lady Eva e Arriva John Doe".
Durante la preparazione della sceneggiatura, Clements e Musker consultarono le opere di Thomas Bullfinch, Edith Hamilton, Robert Graves e altri interpreti della mitologia greca finché non giunsero alla conclusione di non ritrarre la storia tradizionale di Eracle. Poiché Zeus genera Eracle al di fuori del suo matrimonio con Era, Clements osservò "che l'illegittimità sarebbe un argomento difficile per un film Disney. Quindi pensammo a diversi modi in cui sarebbe potuto essere metà uomo e metà dio. Ci muovemmo maggiormente per rendere Ade il cattivo invece di Era. Gli Inferi sembravano immagini così affascinanti e oscure; il contrasto con l'Olimpo sembrava avere tutti i tipi di possibilità visive". Inoltre, durante la loro ricerca, i registi si ispirarono alla correlazione della popolarità di Hercules rispetto a quella degli atleti sportivi e delle celebrità nell'era contemporanea, con entrambi i registi dell'opinione che Eracle fosse il Michael Jordan della sua epoca.
Dopo molteplici incontri e conferenze sulla storia, Clements e Musker scrissero diversi trattamenti prima di procedere alla loro prima bozza di copione. Gli sceneggiatori di commedie Donald McEnery e Bob Shaw furono reclutati dalla dirigente creativa Jane Healey per lavorare su Hercules. Nel frattempo, la loro bozza fu riscritta contemporaneamente da Irene Mecchi, il che portò ulteriore umorismo e definizione alla sceneggiatura.

### Casting
Donny Osmond fu originariamente provinato come doppiatore del protagonista, ma fu rifiutato perché la sua voce era considerata troppo profonda. Scrivendo il ruolo di Filottete, Musker e Clements immaginavano Danny DeVito nel ruolo. Tuttavia, DeVito rifiutò di fare un provino così furono sentiti Ed Asner, Ernest Borgnine e Dick Latessa. Dopo essere stato provinato, Red Buttons se ne andò dicendo: "So cosa farete. Darete questa parte a Danny DeVito!" Poco dopo, i registi e la produttrice Alice Dewey avvicinarono DeVito a un pranzo durante le riprese di Matilda 6 mitica, dove DeVito firmò per il ruolo.
Per ogni film d'animazione Disney a partire da La bella e la bestia Susan Egan aveva fatto un provino per un ruolo, ottenendo poi quello di Belle nella produzione di Broadway. Dopo aver appreso di Hercules, Egan perseguì attivamente il ruolo di Megara, anche se rivelò che "Alan Menken inizialmente mi impedì di propormi per quella parte. Disse che la protagonista femminile in Hercules doveva essere questa cinica astuta, che non suonava per niente come la dolce, innocente Belle". Menken alla fine cedette e permise a Egan di fare un provino per il ruolo. Egan lesse la parte davanti a un microfono mentre veniva filmata, mentre Menken, il direttore musicale de La bella e la bestia Michael Kosarin e i realizzatori si sedettero a un tavolo con gli occhi chiusi. Nove mesi dopo i risultati dell'animazione di prova sincronizzata con il provino di Egan, quest'ultima ottenne il ruolo. Durante la produzione, a Meg fu originariamente assegnata una ballata intitolata "I Can't Believe My Heart", ma Ken Duncan, il supervisore dell'animazione di Meg, sottolineò che la canzone era fuori dal carattere di Meg. Menken e Zippel avrebbero poi composto invece "I Won't Say I'm in Love".
Il casting di Ade si rivelò molto problematico per Musker e Clements. Quando DeVito chiese ai registi chi avessero in mente per interpretare Ade, essi risposero che non avevano selezionato un attore appropriato. In risposta, DeVito sbottò: "Perché non lo chiedete a Jack Nicholson?" Dopo che DeVito informò Nicholson del progetto, la settimana successiva, lo studio era disposto a pagare Nicholson 500.000 dollari per il ruolo, ma l'attore chiese all'incirca uno stipendio di 10-15 milioni, più il 50% di tutti i proventi del merchandising di Ade. Non volendo condividere i proventi del merchandising con l'attore, la Disney propose una controfferta che era significativamente inferiore a quella che Nicholson aveva chiesto. Pertanto, Nicholson rifiutò.
Delusi dal rifiuto di Nicholson, Clements e Musker scelsero John Lithgow nell'autunno del 1994. Dopo aver provato per nove mesi a far funzionare l'interpretazione di Lithgow, l'attore fu liberato dal ruolo nell'agosto 1995. Secondo Musker, Ron Silver, James Coburn, Kevin Spacey, Phil Hartman e Rod Steiger arrivarono agli studi Disney per essere provinati. Inoltre, l'animatore Nik Ranieri affermò che anche Michael Ironside, Terrence Mann e Martin Landau vennero provinati. Quando i registi invitarono James Woods a fare un provino, rimasero sorpresi dalla sua interpretazione ed egli fu assunto nell'ottobre 1995.

### Animazione e design
Nel 1993 Clements e Musker ricordarono con affetto la copertina della rivista Time sui Beatles, illustrata dal fumettista inglese Gerald Scarfe. Mentre lavorava come scenografo a una produzione de Il flauto magico, Scarfe fu invitato a visitare gli studi Disney dove Clements e Musker notarono una correlazione diretta tra lo stile di Scarfe e lo stile della pittura vascolare greca. Con il permesso degli studi Disney, Scarfe fu assunto come scenografo per produrre una dozzina di disegni. Scarfe condusse una ricerca minima, non volendo essere influenzato da altre interpretazioni, e inviò trentadue schizzi tramite fax o corriere finendo per realizzare più di 700 disegni durante la produzione. Nel luglio 1995, Scarfe e quindici animatori e designer iniziarono a sviluppare prototipi funzionanti per ogni personaggio del film. Nello stesso anno, i realizzatori intrapresero un viaggio in Grecia e Turchia per fare ricerche sulla mitologia greca classica. Poiché lo stile di Scarfe si rivelò troppo fluido e caotico per gli animatori, la stilista di produzione Sue Nichols creò tabelle di riferimento per gli animatori in modo da adattare al loro lavoro elementi dello stile di Scarfe e dell'illustrazione greca classica.
L'animazione iniziò all'inizio del 1995 con un team di quasi 700 artisti, animatori e tecnici a Burbank, mentre la Walt Disney Animation France contribuì con quasi dieci minuti di animazione, incluso il finale con la discesa dei Titani e di Ercole negli Inferi. Andreas Deja, il supervisore all'animazione di Hercules, commentò che la troupe dell'animazione con cui lavorò era "la più grande con cui abbia mai lavorato". In precedenza aveva lavorato su altri personaggi con circa quattro animatori nel suo team, ma aveva una squadra di dodici o tredici per Hercules. Dato che Deja aveva già lavorato su tre cattivi, gli era stato inizialmente offerto Ade, ma egli chiese invece di animare Ercole: "Sapevo che sarebbe stato più difficile e più impegnativo, ma avevo solo bisogno di quell'esperienza per averla nel repertorio".
Dopo l'uscita di Pocahontas, Eric Goldberg fu inizialmente assegnato ad animare Ade quando si pensava che Jack Nicholson avrebbe doppiato il personaggio, ma quando Nicholson rifiutò, anche Goldberg non era più interessato. Più o meno nello stesso periodo, Chris Buck fu incaricato di animare Filottete, ma quando lasciò la produzione di Hercules il personaggio rimase senza animatore. Il suo lavoro fu quindi rilevato da Goldberg quando DeVito firmò per il ruolo, poiché Goldberg notò la sua somiglianza con l'attore nella loro bassa statura, calvizie e "morbidezza nel mezzo". Durante la produzione, c'erano ventisette design per il personaggio, ma il design finale si ispirò a Brontolo in Biancaneve e i sette nani e Bacco in Fantasia in termini di personalità burbera e struttura del viso. Per Ade, l'animatore Nik Ranieri si ispirò ai concept di Scarfe e ai manierismi di James Woods durante le sessioni di registrazione. Mentre il corpo di Ade fu disegnato a mano, l'animazione dei capelli fu gestita dagli animatori degli effetti con il contributo di Ranieri su come dovessero muoversi.
Per l'Idra di Lerna, Scarfe fornì disegni preliminari per dare alla mitica bestia le zanne e i colli serpentini necessari prima che il lavoro venisse trasferito al team di animazione al computer guidato da Roger Gould. L'Idra fu scolpita in un modellino di argilla le cui dimensioni furono digitalizzate nei computer come un modello wireframe a partire dal quale il mostro fu animato. All'inizio della produzione, i realizzatori decisero che l'Idra alla fine avrebbe avuto trenta teste; gli animatori avrebbero creato una testa principale e il computer avrebbe potuto moltiplicare le teste alla scala desiderata. In totale, tredici animatori e direttori tecnici trascorsero quasi un anno e mezzo a creare la sequenza di quattro minuti della battaglia. Inoltre, poiché i registi immaginavano l'Olimpo come una città composta da nuvole, sfondi dipinti di nuvole e immagini simili a nuvole furono miscelati con l'animazione di effetti disegnati per creare una tecnica di morphing che fu utilizzata per la culla del piccolo Ercole e la sedia reclinabile di Zeus.

## Colonna sonora
La colonna sonora del film consiste in musica scritta dal compositore Alan Menken e dal paroliere David Zippel, orchestrata da Danny Troob e Michael Starobin e cantata nell'edizione originale, tra gli altri, da Lillias White, LaChanze, Roz Ryan, Roger Bart, Danny DeVito e Susan Egan. L'album include anche la versione singolo di "Go the Distance" di Michael Bolton.

## Promozione
Il 4 febbraio 1997 la Disney iniziò la sua campagna di marketing avviando un tour itinerante promozionale di cinque mesi chiamato Disney's Hercules Mega Mall Tour. Sponsorizzato dalla Chevrolet Venture, il tour attraversò venti città partendo da Atlanta. Utilizzato in precedenza per le campagne di marketing di Pocahontas e Il gobbo di Notre Dame, il tour comprendeva undici attrazioni tra cui uno spettacolo multimediale, una giostra in miniatura a tema Baby Pegaso, un luna park con cabine di gioco a tema Hercules e un laboratorio di animazione di dieci minuti presentato dall'animatore Andreas Deja dove i visitatori si cimentavano nel disegnare Hercules.
Il 14 giugno l'anteprima del film fu accompagnata da un'esibizione guidata da Ercole della Main Street Electrical Parade di Disneyland tenutasi a Times Square. La sfilata di carri elettrificati, che fu trasmessa in diretta su Disney Channel come parte di un programma sulla realizzazione di Hercules, ha viaggiato dalla 42ª Strada alla Quinta Strada e alla 66ª con partecipanti come Lauren Hutton, Harvey Keitel, Andy García, Barbara Walters, Michael Bolton e Marilu Henner, così come atleti olimpici che in seguito guidarono trenta carri alla parata. L'evento mediatico non fu privo di polemiche poiché l'ex sindaco di New York Ed Koch si oppose alla resa della città alla Disney, e furono sollevate domande su ciò che i politici fossero disposti a dare a un'azienda privata in cambio di investimenti. Inoltre, quasi cento membri della National Association of Broadcast Employees and Technicians colsero l'occasione per scioperare richiedendo un nuovo contratto dalla Disney/ABC, con il presidente locale del sindacato Tony Capitano che si lamentò dicendo di credere che "il sindaco abbia ceduto la città a Disneyland", e 5.000 aziende e residenti che si sentirono insolitamente impauriti quando gli fu chiesto di abbassare le luci al passaggio della parata. Dopo la parata si tenne una festa privata presso il complesso Chelsea Piers, dove gli ospiti assistettero a un'esibizione di Susan Egan che cantò canzoni del film lungo il fiume Hudson e a dieci minuti di fuochi d'artificio. Inoltre, il film fu accompagnato da una campagna di marketing con collegamenti promozionali a 85 licenziatari tra cui McDonald's, Mattel, Nestlé, Hallmark, e da vario merchandise.

## Distribuzione

### Data di uscita
Le date di uscita internazionali sono state:
- 13 giugno 1997 negli Stati Uniti
- 27 giugno in Canada
- 3 luglio in Argentina (	Hércules)
- 4 luglio in Brasile e Messico (Hércules)
- 5 luglio in Corea del Sud
- 10 luglio a Hong Kong
- 12 luglio in Grecia (Ηρακλής: Πέρα από το μύθο) e Taiwan (大力士)
- 26 luglio in Giappone (ヘラクレス)
- 12 agosto in Azerbaigian, Bielorussia e Kazakistan
- 4 settembre a Singapore
- 11 settembre in Nuova Zelanda
- 12 settembre nelle Filippine
- 18 settembre in Australia
- 10 ottobre nel Regno Unito
- 17 ottobre in Irlanda
- 14 novembre in Danimarca e Svezia (Herkules)
- 17 novembre in Spagna (Hércules)
- 20 novembre in Germania e Paesi Bassi
- 21 novembre in Svizzera e Polonia (Herkules)
- 22 novembre in Islanda
- 26 novembre in Belgio e Francia (Hercule)
- 27 novembre in Ungheria (Herkules)
- 28 novembre in Estonia, Portogallo (Hércules) e Sudafrica
- dicembre in Romania (Hercule)
- 5 dicembre in Finlandia (Herkules), Italia e Norvegia (Herkules)
- 11 dicembre in Slovenia (Herkul)
- 23 gennaio 1998 in Turchia (Herkül)
- 3 maggio 2000 in Madagascar
- 2 giugno 2001 in Russia (Геркулес)

### Edizione italiana
Il doppiaggio italiano del film fu eseguito dalla DEA 5 e diretto da Francesco Vairano, autore anche dei dialoghi, mentre la parte musicale è a cura di Michele Centonze. Fu premiato dalla Disney come il migliore a livello internazionale. Benché il titolo dell'edizione italiana sia rimasto quello originale, il nome del protagonista è stato tradotto. Nella versione uscita nei cinema e poi pubblicata in VHS era presente nei titoli di coda la canzone Ti vada o no interpretata da Paola & Chiara, poi sostituita nelle edizioni successive dalla ripresa di È nata una star.

### Edizioni home video
Hercules fu pubblicato per la prima volta in VHS e in laserdisc in America del Nord il 3 febbraio 1998. Nell'estate del 1998 le vendite e i noleggi dell'edizione VHS avevano raggiunto i 165 milioni di dollari. L'edizione italiana della VHS uscì invece il 9 settembre.
Il 9 novembre 1999 il film fu pubblicato in DVD-Video in America del Nord per un periodo di tempo limitato di sessanta giorni prima di venire ritirato dal mercato. Il DVD fu poi ristampato insieme alla VHS il 1º agosto 2000. Il DVD include il film in formato 1,66:1 non anamorfico e, come extra, un breve making of promozionale e il video musicale di No Importa La Distancia di Ricky Martin, insieme all'opuscolo di attività "Animals of the Outback". In Italia invece il film fu distribuito in DVD (privo di extra) dalla Warner Home Video nel gennaio 2000, e quindi dalla Buena Vista Home Entertainment il 22 gennaio 2003 in una nuova edizione che presenta lo stesso master video e audio ma include come extra il making of, il filmato educativo DisneyPedia: La mitologia greca, una "video art gallery", il brano Ieri era zero in versione "canta con noi" e un segmento di Art Attack su come realizzare un'urna greca.
Il 12 marzo 2014 il film fu pubblicato in Blu-ray Disc in Italia; il disco presenta per la prima volta il film in formato 1,78:1 anamorfico e include gli stessi extra del DVD nordamericano. Il 10 giugno 2014 uscì in America del Nord un'edizione speciale che include BD, DVD e copia digitale. Nel BD sono presenti gli stessi extra del DVD oltre a Zero to Hero in versione "canta con noi".

## Accoglienza

### Incassi
Hercules iniziò la sua distribuzione limitata in America del Nord il 13 giugno 1997 venendo proiettato in una sala selezionata e incassando 249 567 dollari in quel fine settimana, posizionandosi al tredicesimo posto nella classifica dei botteghini. Nel fine settimana successivo la distribuzione fu espansa ad altre due sale e gli incassi arrivarono a 1,45 milioni. La distribuzione generale seguì il 27 giugno 1997 in 2 621 sale, e in quel fine settimana il film incassò 21,5 milioni, classificandosi al secondo posto dopo Face/Off - Due facce di un assassino.
Nelle prime due settimane di uscita generale, Hercules incassò 58 milioni di dollari al botteghino, cifra significativamente inferiore rispetto a quanto avevano incassato nello stesso periodo Pocahontas (80 milioni) e Il re leone (119 milioni). Il film fu quindi considerato una delusione tra gli azionisti Disney e il prezzo delle azioni scese del 9,7%, al che i dirigenti attribuirono la performance al botteghino del film a una "maggiore concorrenza". Nel terzo fine settimana, il presidente della Buena Vista Pictures Distribution Dick Cook confessò che film per famiglie concorrenti come Men in Black e Batman & Robin avevano svolto un ruolo negli incassi al ribasso, ma affermò di prevedere un incasso mondiale di 300 milioni. Allo stesso modo, gli analisti dell'intrattenimento presero di mira anche la mancanza di fascino di Hercules per adulti e adolescenti rispetto a La bella e la bestia, Aladdin e Il re leone, che erano serviti come film da appuntamenti e uscite di famiglia. Nella primavera del 1998 Hercules era arrivato a un incasso in patria di 99 milioni, che sommati ai 153,6 milioni incassati all'estero portarono il totale internazionale a 253 milioni a fronte di un budget di 85 milioni,rendendolo di fatto il film d'animazione con il maggiore incasso del 1997.

### Critica
L'aggregatore di recensioni Rotten Tomatoes ha riferito che il film ha un punteggio di approvazione dell'82% basato su 56 recensioni, con una valutazione media di 7/10. Il consenso critico del sito web recita: "Veloce e ricco di dozzine di riferimenti alla cultura pop, Hercules potrebbe non essere all'altezza dei veri classici del pantheon Disney, ma è comunque molto divertente". Un altro aggregatore di recensioni, Metacritic, assegna al film una media ponderata di 74/100 sulla base alle recensioni di 22 critici, indicando "recensioni generalmente favorevoli".
James Woods ricevette il plauso universale della critica per la sua interpretazione vocale nei panni di Ade. In una recensione per Entertainment Weekly, Owen Gleiberman valutò il film con una A- affermando che era stata la performance più eccitante di Woods dai tempi di Salvador e che "l'interpretazione di Woods è un ispirato pezzo di impassabile vaudeville. La sua secca scherzosità è esilarantemente incongrua – è come un ostile, spiritoso venditore intrappolato nel corpo dell'Anticristo". Roger Ebert del Chicago Sun-Times scrisse una recensione positiva del film, elogiando la storia e l'animazione oltre all'interpretazione di Woods, affermando che l'attore porta "qualcosa della stessa inventiva verbale che Robin Williams ha portato ad Aladdin". Allo stesso modo, il recensore del Chicago Tribune Gene Siskel, pur assegnando al film 2 stelle su 4, si è complimentato dicendo che "l'unico personaggio memorabile nel film è il malvagio ben disegnato Ade (voce di James Woods), che cerca di portare Ercole al lato oscuro. Ade fornisce le chiacchiere da genio che Robin Williams ha fornito in Aladdin". Anche Janet Maslin di The New York Times elogiò l'interpretazione di Woods sottolineando che "mostra tutta la verve di uno spigoloso cattivo di Scarfe", e aggiunse che "a qualsiasi livello, terreno o meno, il nuovo ingegnoso Hercules animato è piuttosto divino". James Berardinelli, critico di ReelViews, assegnò al film 3 stelle su 4 scrivendo: "la vera star dello spettacolo è James Woods, il cui Ade è la creazione Disney più vivace dai tempi del Genio di Robin Williams. Ade è un vivace cattivo con un grande repertorio di battute. E, sebbene Woods non sia un camaleonte vocale come Williams, ci va vicino abbastanza perché la cosa importi poco".
Lo stile di animazione ispirato a Scarfe ricevette recensioni contrastanti, con Berardinelli che lo etichettò come l'aspetto più deludente del film osservando che "questo approccio fa sembrare il film affrettato e, a volte, incompleto. Non è mai una meraviglia visiva – anche le scene generate al computer non riescono a impressionare. Le sequenze destinate a offrire il più grande spettacolo – l'Olimpo e gli Inferi – provocano poco più di uno sbadiglio ". Analogamente, Siskel notò la sua sorpresa per "quanto sembri moscia ed economica l'animazione". Scrivendo per The Washington Post, Desson Howe criticò l'animazione definendola "tra le peggiori in cui mi sia mai imbattuto, inclusa la grossolana spazzatura dei film di Don Bluth e ogni cartone trash che passa per intrattenimento alla televisione del sabato mattina. In Hercules, l'antica Tebe sembra un luogo di viaggio abbozzato in fretta per Allacciate le cinture! Viaggiando si impara della TV pubblica; e nessun immortale che si rispetti sarebbe morto in questa versione semplicistica del Monte Olimpo". Tuttavia, Kenneth Turan del Los Angeles Times notò l'animazione "ha un aspetto abbastanza diverso da rendere le cose interessanti" ed elogiò l'Idra come una meraviglia tecnologica.
Anche la colonna sonora fu accolta in modo controverso, con Rita Kempley di The Washington Post che scrisse: "Come le altre canzoni del veterano della Disney Alan Menken e del suo nuovo paroliere David Zippel (City of Angels), il numero fa il suo lavoro ma non fa crollare il tempio. La colonna sonora è influenzata dal gospel, dai musical di Broadway, dalla musica processionale e dal rhythm and blues, ma il suo unico sapore è la sua varietà". Il critico di Variety Leonard Klady notò che Menken "sta suonando troppe note stanche nella sua sesta colonna sonora animata" e "semplicemente non c'è una canzone nel pezzo che ti fa canticchiare mentre esci dal cinema, e le ballate come "Go the Distance" richiederanno una ripetizione aggressiva per essere registrate come materiale da playlist".

## Riconoscimenti
- 1998 – Premio Oscar[77]
  - Candidato per la miglior canzone (Go The Distance) ad Alan Menken e David Zippel
- 1998 – Golden Globe[78]
  - Candidato per la migliore canzone originale (Go The Distance) ad Alan Menken e David Zippel
- 1998 – Saturn Award
  - Candidato per il miglior film fantasy
- 1997 – Annie Awards[79]
  - Miglior regia a Ron Clements e John Musker
  - Miglior produzione ad Alice Dewey Goldstone, Ron Clements e John Musker
  - Migliori effetti animati a Mauro Maressa
  - Miglior personaggio animato a Nik Ranieri per Ade
  - Candidato per il miglior film d'animazione
  - Candidato per il miglior personaggio animato a Ken Duncan per Meg
- 1998 – ASCAP Award
  - Top Box Office Films a David Zippel
- 1997 – Awards Circuit Community Awards
  - Miglior colonna sonora ad Alan Menken
  - Candidato al miglior film
- 1998 – Blockbuster Entertainment Awards
  - Candidato per il miglior film d'animazione
  - Candidato per la miglior canzone (Go The Distance)
- 1998 – Artios Award
  - Candidato per il miglior casting per un film d'animazione a Ruth Lambert
- 1998 – Goldene Leinwand
  - Goldene Leinwand
- 1997 – Los Angeles Film Critics Association Awards[80]
  - Miglior film d'animazione a John Musker e Ron Clements
- 1998 – Golden Reel Award
  - Miglior montaggio sonoro in un lungometraggio d'animazione
  - Candidato per il miglior montaggio negli effetti sonori
- 1998 – OFTA Film Award[81]
  - Miglior doppiaggio a James Woods
  - Candidato per il miglior doppiaggio a Danny DeVito
  - Candidato per il miglior film d'animazione a Ron Clements, Alice Dewey Goldstone e John Musker
  - Candidato per la miglior colonna sonora commedia/musicale ad Alan Menken e David Zippel
  - Candidato per la miglior canzone ad Alan Menken, David Zippel e Roger Bart per Go the Distance
- 1998 – Young Artist Awards[82]
  - Candidato per il miglior doppiatore a Josh Keaton

## Altri media

### Videogiochi
Dal film fu tratto un videogioco d'azione tie-in pubblicato per PlayStation, Microsoft Windows e Game Boy il 20 giugno 1997. Sempre nell'estate del 1997 furono inoltre pubblicati dei videogiochi per le serie Libro animato interattivo e Studio grafico. Inoltre il mondo del film (col nome di Monte Olimpo) e i suoi personaggi appaiono nella maggior parte dei videogiochi della serie Kingdom Hearts.

### Fumetto
Il film fu adattato in una storia a fumetti pubblicata in Europa e in Brasile per promuoverne l'uscita. La versione italiana fu pubblicata per la prima volta nel terzo albo della testata Classici Disney a fumetti uscito a novembre del 1997.

### Serie televisiva
Hercules fu seguito da un'omonima serie televisiva d'animazione trasmessa in 65 episodi tra il 1998 e il 1999. A differenza delle precedenti serie televisive tratte da Classici Disney, Hercules è un midquel del film originale essendo ambientata durante l'allenamento di Ercole con Filottete (tranne un episodio che è ambientato dopo gli eventi del film).

### Remake live-action
Nell'aprile 2020 è stato annunciato che un remake in live-action di Hercules è in fase di sviluppo dalla Walt Disney Pictures; il film dovrebbe contenere canzoni del Classico originale. Anthony e Joe Russo saranno produttori del film, mentre David Callaham scriverà la sceneggiatura. Il 7 maggio i fratelli Russo hanno affermato che il remake non sarà una "traduzione letterale" poiché vogliono che il film abbia elementi nuovi ma che sia ancora "qualcosa che è nella vena dell'originale e ispirato da esso". Nel giugno 2022, è stato annunciato Guy Ritchie come regista del film e AGBO come casa di produzione.